# Lockheed Vega
Il Lockheed Vega era un monomotore di linea ad ala alta prodotto dall'azienda statunitense Lockheed Aircraft Limited alla fine degli anni venti.
Divenne famoso per essere stato scelto da numerosi   piloti per inseguire primati, attratti dalla sua robustezza e dal design particolarmente aerodinamico. Grazie al Vega, l'aviatrice statunitense Amelia Earhart divenne famosa per essere stata la prima donna a volare in solitario sull'oceano Atlantico, mentre Wiley Post riuscì a compiere due volte il giro del mondo.

## Storia del progetto
Il Vega venne progettato da John Knudsen Northrop e Gérard F. Vultee, che successivamente avrebbero entrambi fondato una propria azienda aeronautica, per soddisfare la necessità di utilizzare un nuovo modello sulle rotte commerciali della compagnia aerea di proprietà Lockheed. Il velivolo, ideato per poter trasportare i passeggeri in una cabina a 4 posti a sedere, si rivelò particolarmente robusto e, grazie all'attenzione alla riduzione della superficie frontale nella progettazione, dotato di un'ottima velocità massima, risultando il più veloce tra i pari ruolo utilizzati nel periodo.

## Tecnica
Per l'epoca, il Vega risultava avere un aspetto, oltre alle soluzioni tecniche adottate, particolarmente moderno. La fusoliera era monoscocca, realizzata con una struttura in legno su cui erano posti pannelli di compensato. Usando uno stampo in calcestruzzo, lo strato della mezza semi-fusoliera laminata veniva unita utilizzando un collante, quindi, grazie ad una camera d'aria inserita nella struttura e quindi gonfiata, questa veniva compressa favorendo la completa adesione delle parti. Le due metà venivano successivamente inchiodate ed incollate su un telaio precedentemente realizzato. Con la fusoliera costruita in questo modo, i longheroni del supporto alare dovevano essere tenuti sgombri, così decisero di realizzare un unico longherone montato a sbalzo sulla parte superiore del velivolo. L'unica parte del velivolo che non venne particolarmente curata era il carrello d'atterraggio benché le versioni di serie adottassero una carenatura integrale. Venne scelto un motore radiale 7 cilindri capace di 225 hp (168 kW), il Wright R-760 Whirlwind, per muovere l'aeromobile.

## Esemplari attualmente esistenti

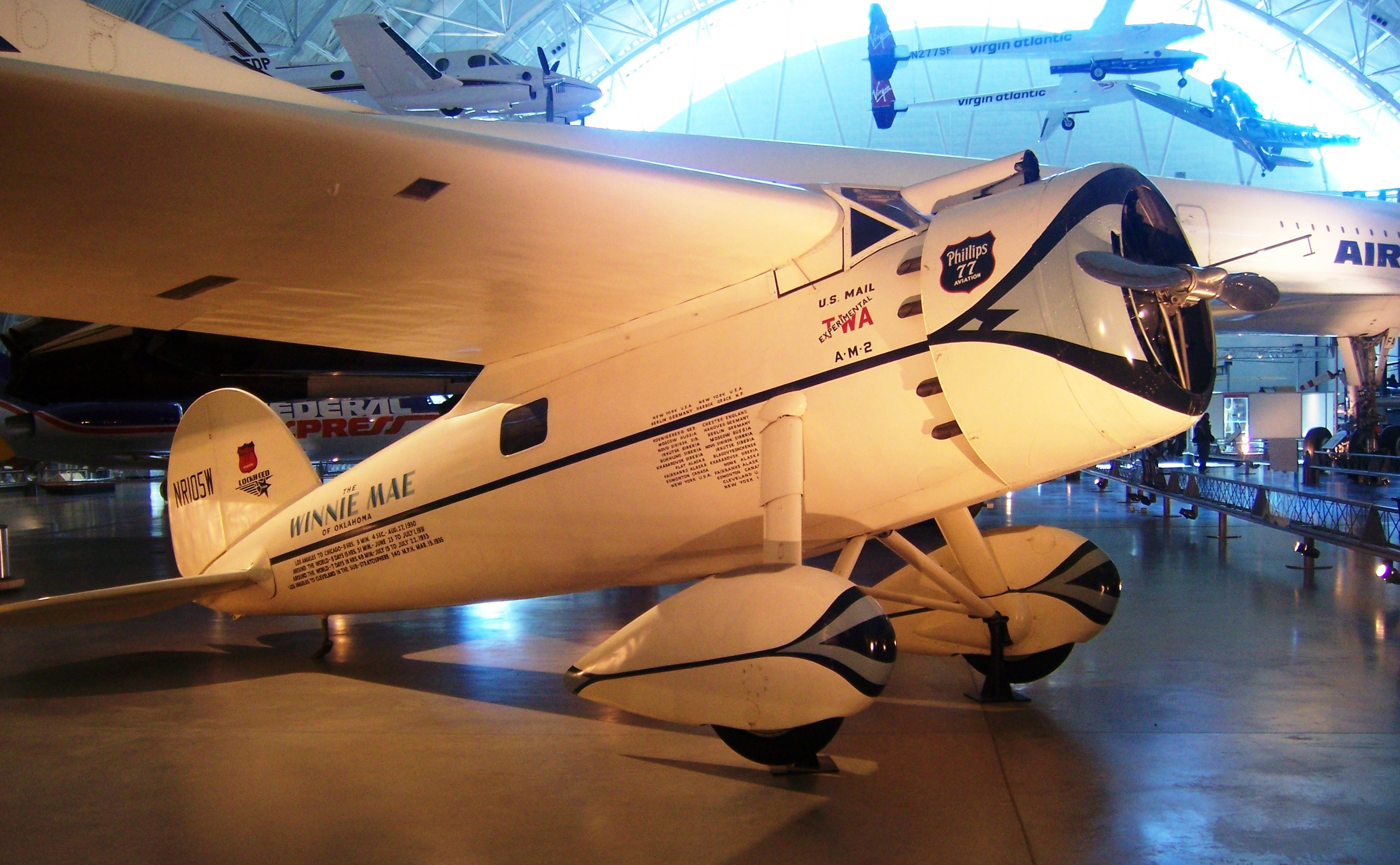
Il Lockheed Vega 5C "Winnie Mae" di Wiley Post esposto allo Steven F. Udvar-Hazy Center.

Sia il Lockheed Vega 5C Winnie Mae del pioniere dell'aria Wiley Post che l'esemplare 5B usato da Amelia Earhart fanno parte della collezione del National Air and Space Museum, quello della Earhart esposto nella sede originale di Washington, D.C, mentre il "Winnie Mae" presso lo Steven F. Udvar-Hazy Center.
Si ritiene che ne esistano altri quattro esemplari, di cui almeno uno ancora in condizioni di volo.

## Utilizzatori
Australia
- Royal Australian Air Force

operò con un solo esemplare
 Stati Uniti
- United States Army Air Corps
- United States Army Air Forces